# Candida Höfer

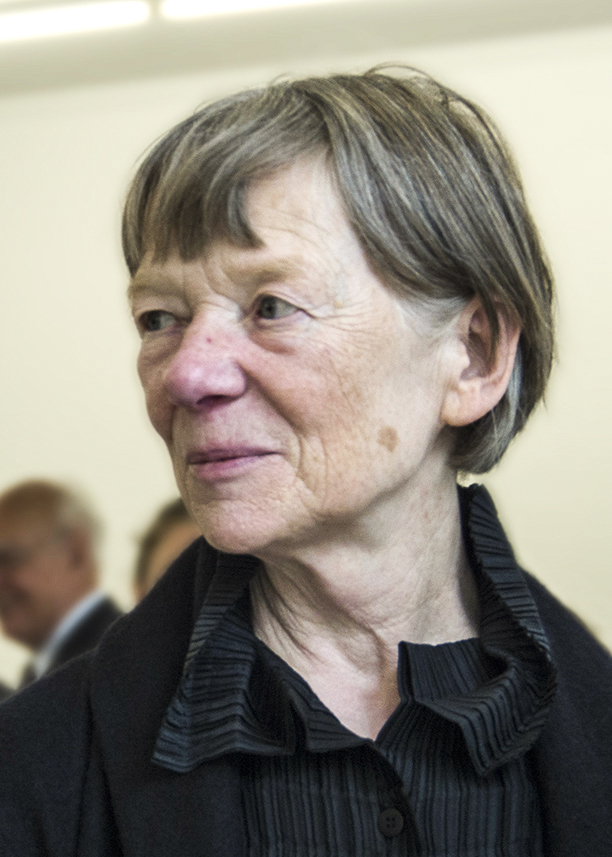
Candida Höfer (2013)

Candida Höfer (* 4. Februar 1944 in Eberswalde) ist eine deutsche Fotografin. Sie gilt als Vertreterin der Düsseldorfer Fotoschule.

## Leben
Candida Höfer wurde geboren in Eberswalde, als Tochter der früheren Solotänzerin der Kölner Oper, Elfriede Scheurer, und des Journalisten Werner Höfer. Sie wuchs in Köln auf. Von 1963 bis 1964 absolvierte sie in dem Fotostudio Schmölz-Huth in Köln ein Volontariat und studierte im Anschluss daran bis 1968 künstlerische Fotografie bei Arno Jansen an den Kölner Werkschulen. Nach einer kurzen fotografischen Praxis in Hamburg und der Mitarbeit im Fotostudio Werner Bokelberg nahm sie 1973 ein weiteres Studium bei Ole John Povlsen in der Filmklasse an der Kunstakademie Düsseldorf auf. Von 1976 an war sie Schülerin von Bernd Becher. 1982 schloss sie ihr Studium ab. Von 1997 bis 2000 hatte sie eine Professur für Fotografie an der Hochschule für Gestaltung in Karlsruhe inne.
Sie ist Mitglied der Freien Akademie der Künste Hamburg. Candida Höfer gehört zu den international anerkannten deutschen Fotografen. Neben Andreas Gursky, Thomas Struth, Thomas Ruff, Axel Hütte und anderen zählt sie zu der Gruppe von Becher-Schülern, die zur internationalen fotografischen Avantgarde der Gegenwart gehören. Candida Höfer lebt in Köln.

## Werk
Zu Beginn ihrer künstlerischen Arbeit fotografierte Candida Höfer Menschen. So erstellte sie eine Dokumentation über türkische Migranten in Deutschland. Bekannt wurde sie allerdings mit den Fotografien von Innenräumen, mit denen sie schon in den 1980er-Jahren begann. Sie schuf umfangreiche Serien zu öffentlichen Räumen wie Bibliotheken, Hörsälen, Konzert- und Sporthallen, Cafés, Museen aber auch Zoologischen Gärten und anderen Innenräumen.
Bezeichnend für die Aufnahmen ist die Abwesenheit der Menschen. Diese erscheinen hier nur als abwesend, sind sie doch in der Realität der abgelichteten Räume kennzeichnend für deren Funktion. Die von Candida Höfer dokumentierten Räume erhalten in ihren Farbfotografien eine ganz eigene Präsenz, die über die funktionale Bedeutung der Räume hinausgeht. Ulf Erdmann Ziegler bescheinigte Candida Höfers Innenräumen in der Frankfurter Rundschau einen Eindruck von „Zeitlosigkeit und Unverrückbarkeit“. Im Unterschied zu ihren Lehrern Bernd und Hilla Becher, auch anders als Gursky und Struth, benutzte sie zunächst keine Großbildkamera. In ihren aktuellen Arbeiten jedoch schon.
Candida Höfer nahm im Jahre 2002 an der Documenta11 in Kassel teil und vertrat neben Martin Kippenberger Deutschland auf der 50. Biennale in Venedig 2003. Seit 2010 ist sie Mitglied der Klasse der Künste in der Nordrhein-Westfälischen Akademie der Wissenschaften und der Künste.

## Ausstellungen

### Einzelausstellungen
- 1982: Museum Folkwang, Essen
- 1984: Rheinisches Landesmuseum Bonn
- 1992: Hagener Kunstverein, Hagen; Städtische Galerie Haus Seel, Siegen
- 1993: Hamburger Kunsthalle; Leonhardi-Museum, Dresden; Kunsthalle Bern, Schweiz
- 1994: Castello di Rivoli, Turin, Italien; Neuer Aachener Kunstverein, Aachen
- 1995: Galerie Sonnabend, New York, USA
- 1998: Kunstverein Recklinghausen
- 1999: Kunsthalle Basel, Schweiz
- 2000: Palacio del Embarcadero, Santander, Spanien; Kupferstichkabinett Dresden; Kunsthalle Nürnberg
- 2001: Musée des Beaux-Arts et de la Dentelle, Calais, Frankreich; Kunsthalle in Emden
- 2002: Kaiser-Wilhelm-Museum, Krefeld; Documenta11, Kassel; Altonaer Museum, Hamburg
- 2004: Kunsthalle zu Kiel
- 2005: Norton Museum of Art, West Palm Beach, USA
- 2005: Kestnergesellschaft, Hannover
- 2007: Neues Museum Weimar
- 2008: ZKM Zentrum für Kunst und Medientechnologie, Karlsruhe
- 2009: Museum Morsbroich, Leverkusen
- 2010: MARCO Museo de Arte Contemporánea de Vigo, Spanien
- 2012: Nordrhein-Westfälische Akademie der Wissenschaften und der Künste, Düsseldorf: Haus der Wissenschaften Düsseldorf 2012
- 2013: Galerie Zander, Köln: Frühwerk
- 2020: Neue Galerie Gladbeck, Candida Höfer Libraries: The Return
- 2022: Poetischer Realismus, Paul-Clemen-Museum, Bonn, Bild und Raum, Museum für Fotografie (Berlin)[3]
- 2022–2023: Candida Höfer, Kunstmuseum Liechtenstein[4]
- 2023: Inside Italian Architecture, Galerie Patricia Low Venezia[5]
- 2024: Candida Höfer: Kontexte. Eine Dresdner Reflexion, Kupferstichkabinett Dresden[6]
- 2025: Candida Höfer. Fotografien, Hessisches Landesmuseum Darmstadt[7]

### Gruppenausstellung
- 2010: Ruhrblicke, Zeche Zollverein, Essen
- 2011: Kunsthalle Darmstadt macht Schule, Kunsthalle Darmstadt
- 2017: Fotografien werden Bilder. Die Becher-Klasse, Städel Museum, Frankfurt am Main

## Preise und Ehrungen
- 1987: ars-viva-Preis[8] des Kulturkreises der Deutschen Wirtschaft im BDI e. V.
- 2007: Kunstpreis Finkenwerder (für ihr Lebenswerk)
- 2015: Bundesverdienstkreuz 1. Klasse[9]
- 2015: Cologne-Fine-Art-Preis 2015[10]
- 2024: Käthe-Kollwitz-Preis der Akademie der Künste[11]

## Veröffentlichungen
- Orte Jahre. Photographien 1968–1999. Mit Texten von Anne Ganteführ-Trier, Barbara Hofmann, Ellen Seifermann und einem Vorwort von Susanne Lange. Hrsg. von der Photographischen Sammlung/SK Stiftung Kultur, Köln. Schirmer Mosel, München/Paris/London 1999, ISBN 3-88814-578-3.
- Bibliotheken. Mit einem Essay von Umberto Eco. Schirmer Mosel, München 2005, ISBN 3-8296-0178-6.
- Napoli. Mit einem Text von Angela Tecce. Übers. von Sophia Marzolff. Schirmer Mosel, München 2009, ISBN 978-3-8296-0424-6.
- Projects: Done. Hrsg. von Markus Heinzelmann, Doreen Mende. König, Köln 2009, ISBN 978-3-86560-634-1.
- Affinitier – Affinitäten – Affiniteter. Hrsg. von Frida Andersson, Anne Ganteführ-Trier. Schirmer Mosel, München 2012, ISBN 978-3-8296-0612-7.
- Düsseldorf. Hrsg. von Gunda Lyken, Beat Wismer. Mit Beiträgen von Lothar Baumgarten, Benjamin H.D. Buchloh, Fanni Fetzer, Friedrich Wolfram Heubach, Candida Höfer, Gabriele Hofer-Hagenauer, Erika Krugel, Gunda Luyken, Michael Oppitz, Friedemann von Stockhausen. Richter & Fey, Düsseldorf 2013, ISBN 978-3-941263-56-7.
- mit Rui Xavier: Silent Spaces. Hrsg. von Uta Grosenick, Herbert Burkert. Distanz, Berlin 2015, ISBN 978-3-95476-116-6.